# Bartolomeo Socini
Bartolomeo Socini (scritto anche Soccini, Sozzini, Socino), latinizzato come Bartholomaeus Socinus (Siena, 1436 – Siena, 1507) è stato un giurista italiano del XV secolo.

## Biografia
Bartolomeo Socini era figlio del giurista senese Mariano Socini il vecchio (1401-1467). I Socini o Sozzini erano una famiglia di giuristi del Rinascimento italiano proveniente dal settore bancario e commerciale. Nipote di Bartolomeo fu il giurista Mariano Socini il giovane (1482-1556).
Bartolomeo studiò prima con suo padre a Siena, poi fu allievo di Alessandro Tartagni (Imola, 1424 - Bologna, 1477) e Andrea Barbazza († 1480) a Bologna e, a Pisa, di Francesco Albergotti.
Insegnò a Siena dal 1461, poi a Ferrara nel 1471-1472. Fu professore a Pisa tra il 1473 e il 1494 dove insegnò diritto civile e canonico con un salario di 1 665 fiorini, il più alto dell'università. A Pisa fu suo allievo Giovanni di Lorenzo de' Medici, il futuro papa Leone X.
Nel 1484 un gruppo di cittadini senesi chiese al governo del comune di riportarlo in città, sostenendo che era il momento giusto per rafforzare l'Università di Siena dato che le università di Padova, Pavia, Bologna e Ferrara avevano visto diminuire il numero dei suoi studenti a causa di guerre e carestie. Per loro, l'Università di Pisa era ancora attiva solo grazie alla presenza di Bartolomeo Socini. Il suo arrivo a Siena avrebbe potuto portare quasi trecento studenti e aumentare le entrate della città di 1 500 fiorini. Tuttavia Bartolomeo Socini rifiutò quest'offerta per un disaccordo col comune di Siena.
Bartolomeo Socini fu poi professore a Bologna nel 1494-1498, quindi a Padova nel 1498-1501. Ritornò infine a Siena nel 1501, ma essendo malato smise di insegnare.
Partecipò alla vita pubblica, ma fu più volte costretto a lasciare la sua città. Ebbe un'ottima reputazione come giurista e scrisse consulti e commenti al Digesto.

## Famiglia
- Mariano Socini il vecchio (1401-1467), giurista, professore all'Università di Siena dall'autunno del 1427 avendo avuto allievo Enea Silvio Piccolomini, papa Pio II,
  - Bartolomeo Socini (1436-1507)
  - N.N.
    - Mariano Socini il giovane (1482-1556), giurista, sposato con Camilla Salvetti,
      - Alessandro Sozzini (1508-1541) proseguì la carriera di giurista, sposato con Agnese Petrucci
        - Fausto Sozzini (1539-1604), teologo e riformatore,

      - Celso Sozzini (1517-1570) anch'egli giurista,
      - Camillo Sozzini (nato nel 1520),
      - Cornelio Sozzini (morto nel 1586), umanista,
      - Lelio Sozzini (1525-1562), umanista,
      - Dario Sozzini

## Opere
- (LA) Super titulo De exceptionibus, Modena, Pierre Maufer & Paolo Mundatore, 1492.
- De exceptionibus et de exceptionibus rei judi, 1496
- (LA) Super titulo De rebus dubiis, Bologna, Benedetto Faelli, 1498.
- Secunda Pars consiliorum Mariani e Bartholomei de Socinis, Senensium, 1545.
- Quarta Pars consiliorum domini Bartholomei Socini Senensis, 1537.
- Consiliorum siue malis responsorum Mariani Socini senioris Bartholomaæi que filii, Senensium, Volumen quintum, Venetiis, 1594.
- Regulae & fallentiae iuris, Bartholomæi Socini iurisconsulti eminentissimi, a Benedicto Vado revisae, & summo ac diligenti studio, emendatæ, & reformatæ & secundum ordinem alphabeti redactae, nec non vtilissimis additionibus illustratae. Editio postrema, castigatior quàm aliæ fuerunt, Colonia 1592.